# Катарина Кук Бригс
Катарина Кук Бригс (на английски: Katharine Cook Briggs; 3 януари 1875 – 1968) е американска психоложка.
Най-известна е с това, че заедно с дъщеря си Изабел Бригс Майерс създава система за определяне на личността, известна като MBTI (Типология на Майерс-Бригс), въз основа на теориите на Карл Густав Юнг.
Също така обучава дъщеря си, преди тя да отиде да следва като студентка.